# شهرستان بولشچرنیگوفسکی
شهرستان بولشچرنیگوفسکی (به لاتین: Bolshechernigovsky District) یک شهرستان در روسیه است که در استان سامارا واقع شده‌است.